# Provincia di Tomás Barrón
Tomás Barrón è una provincia della Bolivia il cui capoluogo è Eucaliptus. È situata nella parte nord-est del dipartimento di Oruro.
Confina con il dipartimento di La Paz a nord e a ovest, con la provincia di Cercado a sud e a est.

## Geografia antropica

### Suddivisioni amministrative
La provincia è formata dal comune di Eucaliptus